# オルトチタン酸テトライソプロピル
オルトチタン酸テトライソプロピル（オルトチタンさんテトライソプロピル、titanium isopropoxide）は、化学式がTi{OCH(CH3)2}4の化合物である。英語名の一般名称であるTitanium tetraisopropoxide からTTIPと略される。TTIPは、金属種が4価のチタンであるアルコキシドで、4面体構造を持った反磁性の分子である。主に無極性溶媒で単量体の状態で存在し、有機合成や材料科学の分野で利用される。 消防法に定める第4類危険物 第2石油類に該当する。

## 生成
TTIPは、塩化チタン(IV)と2-プロパノールとを反応させて得られる。副生成物として塩化水素が発生する。
{\displaystyle {\ce {TiCl4\ + 4(CH3)2CHOH -> Ti[OCH(CH3)2]4\ + 4HCl}}}

## 特性
TTIPは水と反応させると酸化チタン(IV)が沈殿する。
{\displaystyle {\ce {Ti[OCH(CH3)2]4\ + 2H2O -> TiO2\ + 4(CH3)2CHOH}}}
この反応はゾル-ゲル法により、粉体や薄膜の酸化チタン(IV)を合成する際に用いられる。